# Service civil (Allemagne)
Pour les articles homonymes, voir Service civil (homonymie).
Le service civil (en allemand : Zivildienst) était, en Allemagne entre 1961 et 2011, un service alternatif possible au service militaire pour les personnes jugées aptes à effectuer ce dernier

## Cadre légal
Le service militaire (Wehrpflicht, conscription) n'est plus obligatoire en Allemagne depuis le 1er juillet 2011. Les appelés devaient servir dans l'armée ou effectuer un service civil d'une durée égale à celle du service militaire, soit neuf mois, à partir du 1er octobre 2004.
Une loi sur le service civil des objecteurs de conscience (Zivildienstgesetz ZDG) du 28 septembre 1994 modifiée à plusieurs reprises posait les règles applicables.
L'article 12a, paragraphe 2, de la Loi fondamentale précise que « Quiconque refuse, pour des motifs de conscience, d'accomplir le service armé peut être obligé d'accomplir un service de substitution. La durée du service de substitution ne doit pas dépasser la durée du service militaire. Les modalités sont réglées par une loi qui ne doit pas porter atteinte à la liberté de décider selon sa conscience et qui doit également prévoir une possibilité de service de substitution n'ayant aucun rapport avec les unités des forces armées et le corps fédéral de protection des frontières ».

## Informations générales
Bien que la conscription soit de nature militaire, il y avait deux fois plus de conscrits effectuant un service civil que de conscrits effectuant un service militaire.
Le service civil était effectué auprès d’institutions et d'organisations d’intérêt public, dans les domaines suivants :
- le secteur social (principalement)
- les services hospitaliers
- l'environnement
- la santé.

### Organisation politique
Le responsable politique de service civil était le délégué fédéral au Service civil (en allemand : Bundesbeauftragter für den Zivildienst) rattaché au ministère fédéral de la Famille (indépendant de la politique au niveau des Länder).